# Centre (algèbre)
Pour les articles homonymes, voir Centre.
En mathématiques, plus particulièrement en algèbre générale, le centre d'une structure algébrique est l'ensemble des éléments de cette structure qui commutent avec tous les autres éléments.

## Groupes
Le centre d'un groupe G est l'ensemble des éléments de G qui commutent avec tous les éléments de G. On le note Z(G) :
{\displaystyle Z(G)=\left\{g\in G/\forall x\in G,gx=xg\right\}}
Z(G) est un sous-groupe abélien de G, normal et même caractéristique.

## Anneaux
Soit (A , + , ·)  un anneau. Le centre de (A , + , ·) est le sous-ensemble de A formé par tous les éléments x de A tels que x · r = r · x pour tout r de A.
Le centre de A est un sous-anneau de A, et est commutatif. Si, de plus, ce centre est un corps, alors A est une algèbre sur son propre centre.

## Corps
Soit  (K , + , ·)  un corps gauche.
Le centre de (K , + , ·) est le sous-ensemble de K formé par tous les éléments x de K tels que x · r = r · x pour tout r de K.
Le centre de K est un sous-corps commutatif de K. Par conséquent K est une algèbre sur son propre centre.

## Algèbres
Le centre d'une algèbre E est constitué de tous les éléments x de E tels que x · a = a · x pour tout a de E.
Le centre d'une algèbre de Lie L est formé de tous les éléments x de L tels que [x , a] = 0 pour tout a de L. Il s'agit également d'un idéal de L.